# Lalage tricolor
Lalage tricolor là một loài chim trong họ Campephagidae.